# 馬奇亞斯 (紐約州)
馬奇亞斯（英語：Machias）是位於美國紐約州卡特羅格斯縣的普查規定居民點。

## 人口
根據2020年美國人口普查的數據，馬奇亞斯的面積為2.97平方千米，當中陸地面積為2.54平方千米，而水域面積為0.43平方千米。當地共有人口505人，而人口密度為每平方千米170.03人。